# Wan
|  | Per la ciutat, la província, el districte i el llac de Turquia, antigament escrit com a Wan, vegeu Van |

Wan (o Ban) és un riu de Maharashtra a la regió de Berar, que neix a les muntanyes Satpura i corre pel districte d'Akola fins a arribar al Purna en el que desaigua. La seva amplada varia entre poc més de 300 metres i 1.300 metres.